# Ceramida zuzartei
Ceramida zuzartei är en skalbaggsart som beskrevs av Branco 1981. Ceramida zuzartei ingår i släktet Ceramida och familjen Melolonthidae. Inga underarter finns listade.